# Barbara Blatter
Barbara Blatter, född den 22 december 1970 i Wattwil, Schweiz, är en schweizisk tävlingscyklist som tog OS-silver i mountainbike vid olympiska sommarspelen 2000 i Sydney. 